# Casa Aragón (Aguilar de la Frontera)
La Casa Aragón es un edificio histórico situado en el municipio español de Aguilar de la Frontera, en la provincia de Córdoba. Se trata de una casa-palacio de estilo regionalista, que alterna en su interior los estilos neomudéjar y neoplateresco. Está situada en el centro histórico de la población.

## Historia
El edificio fue levantado según un proyecto del arquitecto sevillano José Espiau y Muñoz, siendo construido entre 1919 y 1926. El promotor de la obra fue el hacendado local Manuel Aragón Calvo de León, figura destacada en Aguilar de la Frontera y prolífico empresario agroindustrial. No obstante, los trabajos no se vieron completados hasta varios después de su muerte, acaecida en 1924. 
En 2023 fue adquirida por el Ayuntamiento de Aguilar de la Frontera a sus antiguos propietarios.